# Sohaci, Korop
Sohaci (în ucraineană Сохачі) este localitatea de reședință a comunei Sohaci din raionul Korop, regiunea Cernihiv, Ucraina.

## Demografie
Componența lingvistică a localității Sohaci
     Ucraineană (99,02%)
     Alte limbi (0,98%)
Conform recensământului din 2001, majoritatea populației localității Sohaci era vorbitoare de ucraineană (99,02%), existând în minoritate și vorbitori de alte limbi.